# 反拆屋以色列人委員會
反拆屋以色列人委員會（簡稱）是一個非牟利的倡議組織，用非暴力直接行動，反對和抵抗以色列在其佔領區內拆毀巴勒斯坦人家園。組織創立者為1973年移居以色列的美國人權份子兼人類學教授杰夫·哈爾珀。
反拆屋以色列人委員會反對以色列持續佔領西岸和東耶路撒冷，及建造和擴展純猶太殖民區。委員會稱「結束佔領是和平的先要條件，也是反拆屋以色列人委員會的行動的首要目標。」委員會也關注防止「長期進行中的人權侵犯」，斷言以色列的行動正在佔領區形成一個種族隔離政權。

## 活動
反拆屋以色列人委員會活動包括發表書籍和文章，論述以色列在西岸和加沙的佔領、國際倡導活動、及在當地的抗議及非暴力抵抗行動。委員會也通由以色列、巴勒斯坦和國際志願者網絡，組織重建被拆毀的巴勒斯坦房屋。除了重建房屋，反拆屋以色列人委員會亦經常代表被拆屋或受到拆屋恐嚇的巴勒斯坦人採取法律行動。
反拆屋以色列人委員會成員有很多次由於嘗試阻止拆毀巴勒斯坦人家園，被以色列軍隊和警察拘捕。最近一次在2008年4月3日，委員會統籌杰夫·哈爾珀非暴力地抗議拆毀在耶路撒冷一個巴勒斯坦社區的哈姆丹家的房屋時，第八次被捕。這房屋是以前曾被以色列當局拆毀，委員會後來重建的。
通常反拆屋以色列人委員會在上午5時收到一個巴勒斯坦家庭的電話，告知推土機已經到達。委員會發出行動警示，多個不同團體的活躍份子便會出動，進行抵擋推土機的公民抗命。

## 資金
反拆屋以色列人委員會網站稱，其“活動……依靠以色列及外國的個人和團體的捐助。反拆屋以色列人委員會也獲得歐洲聯盟的資助。”例如，2005年歐盟藉由和平夥伴關係計劃，給予委員會€472 786，以資助其項目「再構想：給以色列公眾一個連貫的和平範例」。

### 引用
1. ↑  . Israeli Committee Against House Demolitions.   [2007-08-10]. （原始内容存档于2007-08-21）.
2. ↑  Jeff Halper. . Israeli Committee Against House Demolitions.   [2007-08-10]. （原始内容存档于2012-06-19）.
3. ↑  . Israeli Committee Against House Demolitions.   [2008-05-10]. （原始内容存档于2006-06-17）.
4. ↑  . Israeli Committee Against House Demolitions. 2006-12-11  [2007-08-10]. （原始内容存档于2012-06-19）.
5. 1 2  . Online Journal. 2008-04-08  [2008-05-19]. （原始内容存档于2008-08-21）.
6. ↑  .   [2008-12-29]. （原始内容存档于2008-09-24）.
7. ↑  .   [2008-12-29]. （原始内容存档于2009-01-31）.
8. ↑  .   [2008-12-29]. （原始内容存档于2008-03-14）.

## 外部連結
- （英文）反拆屋以色列人委員會
- （英文）英國分部（页面存档备份，存于）
- （英文）美國分部（页面存档备份，存于）
- （英文）非政府組織監察（页面存档备份，存于）
- （英文）演講：杰夫·哈里珀——美國、以色列和美國猶太社群（影片， 2007年）（页面存档备份，存于）
- （英文）杰夫·哈里珀的博客